# Trang viên Ignacy Paderewski ở Kąśna Dolna
Trang viên Ignacy Paderewski ở Kąśna Dolna (tiếng Ba Lan: Dworek Ignacego Paderewskiego w Kąśnej Dolnej) là một trang viên được xây dựng vào nửa đầu thế kỷ 19, tọa lạc ở làng Kąśna Dolna, xã Ciężkowice, huyện Tarnowski, tỉnh Małopolskie, Ba Lan. Vào ngày 30 tháng 5 năm 1980, trang viên cùng với một công trình phụ và một công viên rộng 16 ha được ghi danh vào Sổ đăng ký các di tích bất động trong tỉnh Małopolskie của Viện Di sản Quốc gia Ba Lan.

## Miêu tả
Trang viên là một tòa nhà một tầng bằng gạch quay mặt về phía đông, có một mái hiên mở được bốn cột chống đỡ và phía trên cùng là một tầng áp mái. Trong trang viên có cây đàn piano thương hiệu Petrof của Séc, cây đàn này thuộc về nghệ sĩ dương cầm Ignacy Jan Paderewski. Nhạc cụ mà ông từng dùng để sáng tác và chơi được trưng bày tại phòng khách kiểu tân Rococo của tòa nhà.

## Lịch sử
Trang viên được chủ sở hữu của ngôi làng lúc bấy giờ là Paweł Gostkowski xây dựng vào năm 1833. Công cuộc tái thiết trang viên kéo dài trong hai năm, có sự tham gia của nghệ nhân Bolesław Rzeszutko. Từ năm 1983, trang viên bắt đầu tổ chức các buổi hòa nhạc cổ điển.